# けいさんゲーム
『けいさんゲーム』は、東京書籍より発売されたファミリーコンピュータ用エデュテインメントソフトのシリーズ。

## 概要
『1年』から『3年』までは、T&Eソフトが当時MSX向けに開発していた教育ソフト（未発売）をファミコンに移植したもの。『けいさんゲーム 算数3年』の潜水艦に描かれた「Z80」（MSXのCPUの名称）などにその名残がある。キャラクターが単色スプライトで描かれているなど、ファミコン用としてはかなり寂しいグラフィックとなっている。
T&Eソフトの内藤時浩によると、MSX版「けいさんゲーム」のクリエーターはT&Eソフトのゴンダー宮野とのこと。『1年』から『3年』のファミコンへの移植、並びに『4年』『5・6年』の制作はT&Eソフトとは別のメーカーが担当した。
「けいさんゲーム」のMSX版は結局リリースされず、MSXでは『新しい算数』（1年～6年）というタイトルの別のソフトが姉妹ソフトとして東京書籍からリリースされた。
ファミコン版『4年』の開発はHAL研究所。その他の開発会社は非公表だが、『5・6年』の分数のゲーム『よっちゃんのお花畑』の17面で、『4年』と同様に「HAL」の文字を模したステージが出現するほか、当時HAL研究所に関係が深かったイラストレーターの☆よしみるによると、『5・6年』の制作に参加し、『よっちゃんのお花畑』のグラフィックを担当したとしている。また、ファミコン版のシリーズ作品はいずれも、HAL研究所の他作品と同一のサウンドドライバーが使用されている。

## 作品一覧
- けいさんげーむ さんすう1年 （発売日：1986年4月25日、品番：TKS-S1）
- けいさんゲーム 算数2年 （発売日：1986年4月25日、品番：TKS-S2）
- けいさんゲーム 算数3年 （発売日：1986年4月25日、品番：TKS-S3）
- けいさんゲーム 算数4年 （発売日：1986年10月30日、品番：TKS-S4）
- けいさんゲーム 算数5・6年 （発売日：1986年10月30日、品番：TKS-S5）

## けいさんゲーム さんすう1年
コース1が通常レベル、コース2が上級レベル。1問正解すると一律10点で、不正解または敵と接触すると残機を失う。残機は4。正解を続けるとゲームのスピードが上がっていき、同時発売された他の2作品と比べてもゲームとしての難易度は高め。
たしざん1
レースゲーム。他の車をかわしつつ問題の正解と同じ数字を掲げる車に接触する。
- コース1： 自車が後方にいる。
- コース2： 自車がコース1よりも前方にいる。

ひきざん1
数字が書かれたパネルをボタンを押しながら飛び越えるとそれが選択され、メスのウサギの前の壁が開く。正解の数字を選択し、オスのウサギをメスのウサギのいる場所まで移動させる。パネルの周辺は蛇が行き来しており、それらに捕まらないように進む。
- コース1： 蛇が2匹。
- コース2： 蛇が3匹。

たしざん2
悪魔の姿をした虫歯菌を避けつつ、問題の正解と同じ数字が書かれた歯にドリルを当て虫歯の治療を行う。
- コース1： 悪魔が1匹。
- コース2： 悪魔が2匹。

ひきざん2
問題の正解と同じ数字が書かれた気球に乗り、飛び交う鳥をかわしながら上空のゴールを目指す。
- コース1： 鳥が2羽。
- コース2： 鳥が3羽。

## けいさんゲーム 算数2年
残機制ではなく体力制を採用する。時間経過か、解答を間違えると体力が減り、ゼロになるとゲームオーバー。ステージをクリアすると回復する。
たしざん・ひきざん1
ダンジョン探検ゲーム。マップ上のどこかにある宝物を見つけると次のステージへの通路が開く。解答を間違えた時のほか、移動時も時間経過で少しずつ体力が減る。
- たしざん： 敵と遭遇したときに足し算が出題される。
- ひきざん： 敵と遭遇したときに引き算が出題される。

たしざん・ひきざん2
ゴルフゲーム。ボールがカップインするとホールクリア。このゲームのみ体力制ではなく、打数の少なさを競う。解答を間違えと1打のペナルティ。通常BGMは鳴らないが、ロムカセットには使われる予定だったBGMが収録されており、ある方法で聞くことができる。
- たしざん： スタート始点から飛距離の足し算が出題される。
- ひきざん： カップまでの距離から飛距離の引き算が出題される。

かけざん1
流れ作業でロボットを組み立てる。
- コース1： 1 - 9 の段のうち1つを指定する。
- コース2： 1 - 9 の段のうち、任意の1 - 9つを指定する。

かけざん2
モグラ叩きゲーム。10マス×10マスの正方形で、縦が「掛ける数」、横が「掛けられる数」となる。
- コース1： 計算式が表示される。
- コース2： 計算式が表示されない。

## けいさんゲーム 算数3年
『1年』に近い残機制を採用する。残機数は4で、不正解または敵と接触すると残機を失う。残機は4。正解を続けるとゲームのスピードが上がっていく。
わりざん1
潜水艦ゲーム。水上艦の爆雷攻撃をかわし、潜水艦「Z-80」で問題の正解と同じ数字に接触する。
- コース1： 通常の割り算。
- コース2： 余りをどのように出したかを求める割り算。

かけざん1
帽子を被ったキャラクターを操作し、UFOをかわしながら上空にある問題の正解と同じ数字にタッチする。
- コース1： 3桁の掛け算。
- コース2： 4桁の掛け算。

わりざん2
出題された問題をもとにビルの中にある数字を当てて上階に昇るゲーム。数字は計算途中の途中階では5択、式が完成する直前の屋上階のみ3択。式が完成するとビルの外に出られてボーナス点。カエルのような敵がいる。
- コース1： 2・3桁の割り算。
- コース2： 4桁の割り算。

かけざん2
車を操作して4つの場所にある数字を探る。敵の車が2台登場する。
- コース1： 2桁×2桁の計算。
- コース2： 3桁×2桁の計算。

## けいさんゲーム 算数4年
残機制を採用（残機数2）し、「わり算」「小数のたし算とひき算」「小数のかけ算とわり算」は同じゲームシステムを使用する。
本作以降はゲーム性が強くなり、計算問題の正解以外のテクニックで高得点を獲得するのが主となる。アイコンは『算数3年』の「わりざん2」に登場したカエル。
わり算
固定画面のアクションゲーム『スパイ460』。敵はナイフで倒すこともできる。
- コース1： 3桁の割り算。
- コース2： 4桁の割り算。

小数のたし算とひき算
「わり算」と同じアクションゲーム。足し算と引き算を選ぶことができる。
- コース1： 普通の計算。
- コース2： 4桁の小数が出現する。

分数のたし算とひき算
横2画面分スクロールするアクションゲーム『カーレース』。車を操作し、大量に出現する敵の車をかわしながら問題の正解と同じ数字を探る。足し算と引き算を選ぶことができる。
- コース1： 簡単な分数の計算。
- コース2： 少し難しい分数の計算。

小数のかけ算とわり算
「わり算」と同じアクションゲーム。掛け算と割り算を選ぶことができる。
- コース1： 普通の計算。
- コース2： 4桁の小数が出現する。

### スタッフ
- プロデューサー: SANSU DAIOH
- プログラマー: GSX SUGA（菅浩秋）
- デザイナー: OKAPI SAITO（齋藤崇）
- ミュージック コンポーザー: RODEO（金指英樹）
- アドバイザー: WAHYO IWATA（岩田聡）

## けいさんゲーム 算数5・6年
残機制を採用（残機数2）し、「小数のかけ算」「小数のわり算」および「分数のたし算とひき算」「分数のかけ算とわり算」はそれぞれ同じゲームシステムを使用する。アイコンは蛇。
小数のかけ算
小数のわり算
横スクロールのシューティングゲーム『スペースファイター』。計算問題を解くと次のステージに進むことができる。コース1が通常レベルでコース2が上級レベル。ボスは脳の形をしている。
分数のたし算とひき算
分数のかけ算とわり算
横2画面分スクロールするアクションゲーム『よっちゃんのお花畑』。よっちゃんが水やりをして花を育て、計算式の虫食い問題の正解と同じ数字が書かれた籠に果実を入れる。コースは1 - 4の4種類。花は時間経過で種→芽→つぼみ→五分咲き→花→果実と育つが、水やりすると成長が早まる。果実の状態で水をやると種に戻ってしまう（数は増えない）。果実の状態のみ、一度にひとつまでよっちゃんが押して動かせる。果実を動かした際、特殊な効果を持つアイテムに変わることがある。花は白と赤の2色があり、赤は問題の解答に使えず、かならず不正解扱いとなる。正解の籠に白い果実を入れていき、計算式が完成すると1面クリア。不正解の場合は、ペナルティとしてタイムが減らされる。敵の害虫はスプレーをかけると一定時間気絶させられる。また、敵の四方を花（成長状態にかかわらず）で囲むと消すことができる。よっちゃんが敵に触れるか、残り時間がなくなると1ミス。残機がなくなるとゲームオーバー。